# Behringer ECM8000
Le Behringer ECM8000 est un microphone à condensateur électret de la marque Behringer. Il se situe dans la gamme des « microphones de mesure » d'après le constructeur. Seule la face avant de la capsule microphonique est soumise à la pression acoustique, ce qui en fait en principe un « microphone de pression » dont la caractéristique principale est d'avoir une réponse omnidirectionnelle.
Son impédance d'entrée constructeur est de 600 Ω et la tension d'alimentation nécessaire à son fonctionnement est de 48 V.

## Caractéristiques
–3 dB : 20 Hz ; plat jusqu'à 3 kHz ; culmine à 10 kHz puis plat jusqu'à au moins 25 kHz. Mais la variabilité est élevée.

### Mesures
La sensibilité n'étant pas donnée par le constructeur, un étalonnage relatif permet de donner un ordre d'idée. Le matériel suivant a été utilisé :
1. une cavité d'étalonnage relatif de volume 15 cL dont une paroi est constituée par la membrane d'un haut-parleur. Les orifices permettant d'immerger les deux microphones dans le champ acoustique de la cavité sont placés de manière symétrique par rapport à l'axe de symétrie du haut-parleur. Les dimensions étant petites, les microphones sont soumis théoriquement à un champ acoustique identique jusqu'à la fréquence 800 Hz ;
2. un microphone de mesure Brüel & Kjær (en) demi-pouce de référence. La sensibilité donnée par le constructeur est de 47,0 mV/Pa ;
3. un enregistreur de signaux OROS38.

Le microphone ECM8000 de Behringer est donc étalonné par rapport au microphone de référence. La sensibilité du microphone est déduite de la fonction de transfert entre les signaux mesurés par chaque microphone : la sensibilité de l'ECM8000 est d'environ 13,0 mV/Pa. Celle-ci n'est pas entièrement constante avec la fréquence : elle vaut de 12,7 mV/Pa à 20 Hz à 13,4 mV/Pa à 100 Hz et 12,7 mV/Pa à 600 Hz, représentant une variation inférieure à 0,5 dB de 20 Hz à 800 Hz. Le comportement du microphone n'a pas été testé à des fréquences supérieures.
Un autre ECM8000 a donné 13,6 mV/Pa à 1 000 Hz, à l'étalonneur Brüel & Kjær.
Les microphones sont étalonnés en sensibilité par rapport au seuil d'audition qui est fixé à 20 µPa (1 Pa=94 dB). Ceci est une valeur courante sur les étalonneurs.
On trouve aussi dans le même genre l'ECM-40, dont la sensibilité est seulement de 5,6 mV/Pa.

### Analyse d'un autre exemplaire
Si certains graphes montrent une dispersion significative de la courbe de réponse (de 20 Hz à 20 kHz) sur un lot de microphones ECM8000, le rendant impropre tel quel à l'usage de mesures audio précises, il reste toujours possible de faire mesurer sa réponse en fréquence (cross spectrum lab) pour l'entrer dans le fichier d'étalonnage du soft de mesures associé.
La comparaison de la réponse d'un ECM8000 avec un micro de mesure bien plus huppé (ACO Pacifique) a été réalisée, les différences étaient de +6 dB à 10 kHz et au-delà, la courbe commençant à monter à partir de 3 kHz. Pour quelques dizaines d'euros, ce micro, fourni avec un emballage sérieux qui le protège bien des chocs, constitue alors un outil appréciable pour vérifier la réponse d'un système audio, chez soi ou en live.
Seule restriction, comme tous les microphones à électret, il n'est pas fait pour la mesure de distorsion à fort niveau sonore (sa propre distorsion devenant alors importante).
Pour la réponse en amplitude et en phase par contre, il fait l'affaire.